# Albin Stenroos

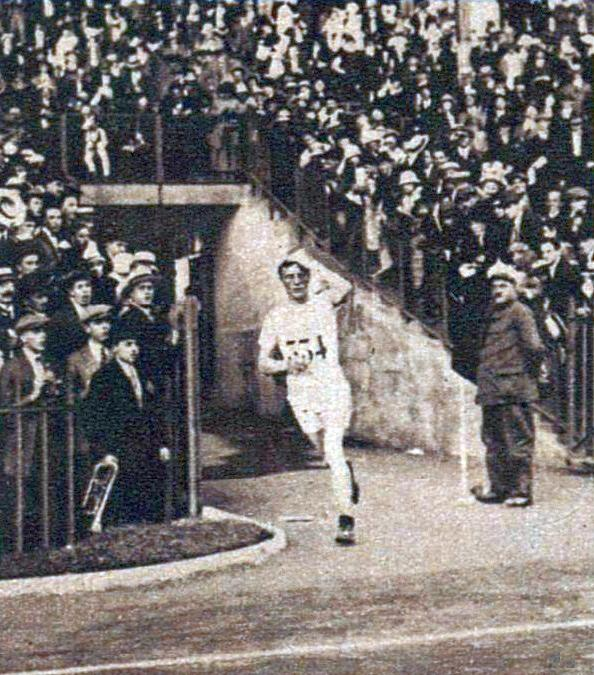
Albin Stenroos, vainqueur du Marathon des JO 1924 à Paris, pénètre dans le stade.

Oskar Albinus « Albin » Stenroos (né le 24 février 1889 à Vehmaa dans le Grand-duché de Finlande- mort le 30 avril 1971) était un athlète finlandais, spécialiste du fond et du marathon.
Après avoir couru son premier marathon en 1909, il se consacra à des distances plus courtes jusqu'à sa victoire au marathon des Jeux olympiques de 1924 à Paris, devant l'Italien Romeo Bertini de presque six minutes.

## Palmarès
| Année | Compétition     | Lieu      | Résultat | Épreuve           | Performance       |
| ----- | --------------- | --------- | -------- | ----------------- | ----------------- |
| 1912  | Jeux olympiques | Stockholm | 3e       | 10 000 m          | 32 min 21 s 8     |
| 1912  | Jeux olympiques | Stockholm | 6e       | Cross individuel  | 47 min 23 s 4     |
| 1912  | Jeux olympiques | Stockholm | 2e       | Cross par équipes | 11 pts            |
| 1924  | Jeux olympiques | Paris     | 1er      | Marathon          | 2 h 41 min 22 s 6 |